# Blas de Lezo
Blas de Lezo y Olavarrieta (Pasajes, Guipúzcoa, 3 de fevereiro de 1689 — Cartagena de Indias, 7 de setembro de 1741) foi um almirante espanhol conhecido como Patapalo, ou mais tarde como Mediohombre (meio-homem), pelas  muitas feridas sofridas ao longo de sua vida militar. Foi um dos melhores estrategistas da história da Armada Espanhola, e ao mesmo tempo um dos mais desconhecidos.

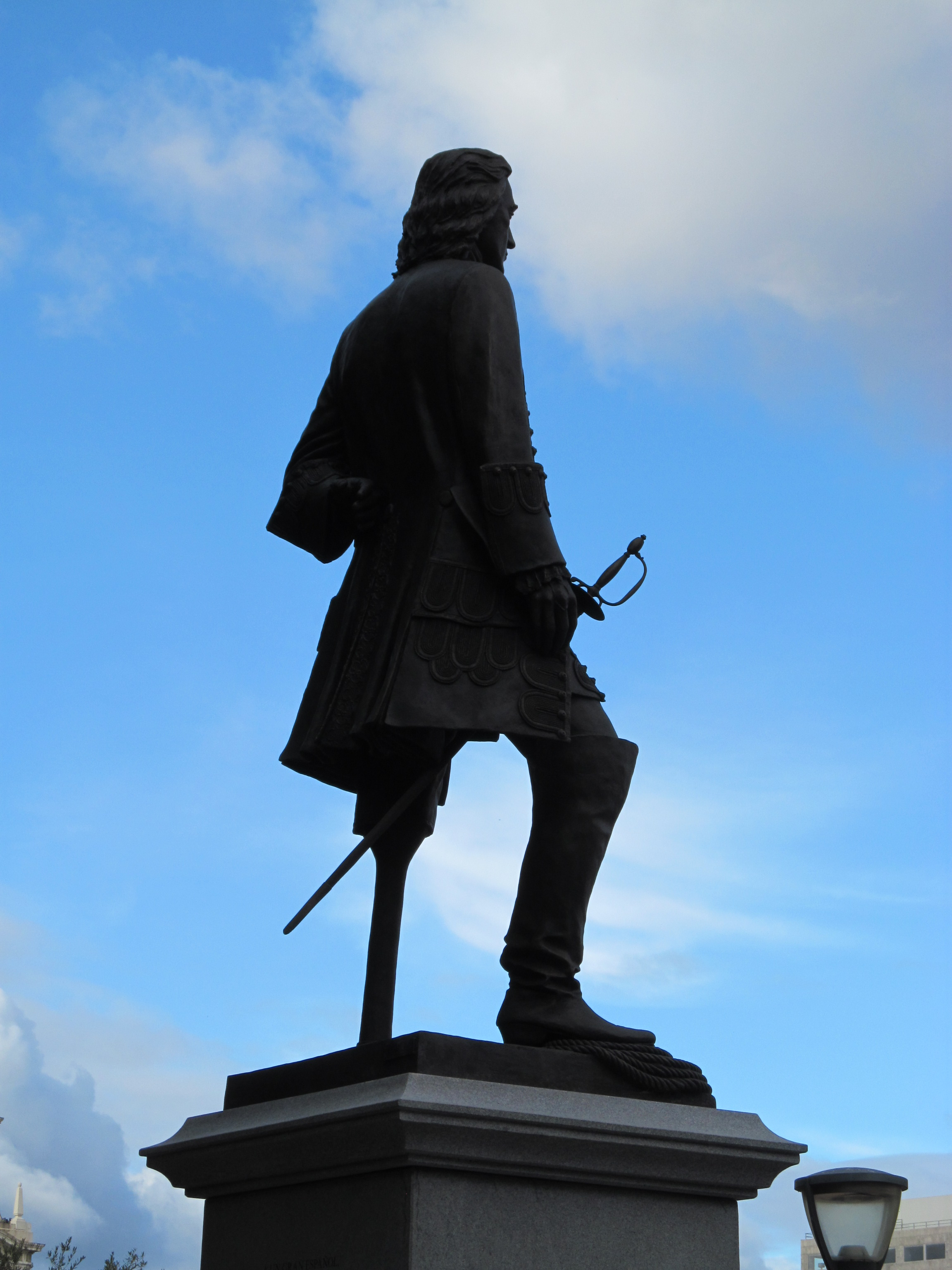
Estátua de Blas de Lezo na "Plaza de Colón", Madrid

Foi um marinheiro de reconhecido talento e genialidade, cuja brilhante carreira assegurou o domínio marítimo do Império Espanhol durante mais de 60 anos. E, no entanto, morreu no mais ingrato esquecimento. Foi fundamental para a Espanha na Guerra da orelha de Jenkins e na Guerra da Sucessão Espanhola.